# CEACAM7
CEACAM7 (англ. Carcinoembryonic antigen related cell adhesion molecule 7) – білок, який кодується однойменним геном, розташованим у людей на короткому плечі 19-ї хромосоми. Довжина поліпептидного ланцюга білка становить 265 амінокислот, а молекулярна маса — 29 379.
| 10         |  | 20         |  | 30         |  | 40         |  | 50         |
| ---------- |  | ---------- |  | ---------- |  | ---------- |  | ---------- |
| MGSPSACPYR |  | VCIPWQGLLL |  | TASLLTFWNL |  | PNSAQTNIDV |  | VPFNVAEGKE |
| VLLVVHNESQ |  | NLYGYNWYKG |  | ERVHANYRII |  | GYVKNISQEN |  | APGPAHNGRE |
| TIYPNGTLLI |  | QNVTHNDAGF |  | YTLHVIKENL |  | VNEEVTRQFY |  | VFSEPPKPSI |
| TSNNFNPVEN |  | KDIVVLTCQP |  | ETQNTTYLWW |  | VNNQSLLVSP |  | RLLLSTDNRT |
| LVLLSATKND |  | IGPYECEIQN |  | PVGASRSDPV |  | TLNVRYESVQ |  | ASSPDLSAGT |
| AVSIMIGVLA |  | GMALI      |  |            |  |            |  |            |

A: Аланін

C: Цистеїн

D: Аспарагінова кислота

E: Глутамінова кислота

F: Фенілаланін

G: Гліцин

H: Гістидин

I: Ізолейцин

K: Лізин

L: Лейцин

M: Метіонін

N: Аспарагін

P: Пролін

Q: Глутамін

R: Аргінін

S: Серин

T: Треонін

V: Валін

W: Триптофан

Задіяний у такому біологічному процесі, як альтернативний сплайсинг. 
Локалізований у клітинній мембрані, мембрані.